# Kalisari (Kradenan)
Kalisari is een bestuurslaag in het regentschap Grobogan van de provincie Midden-Java, Indonesië. Kalisari telt 6288 inwoners (volkstelling 2010).